# Bibi Khanum Astarabadi

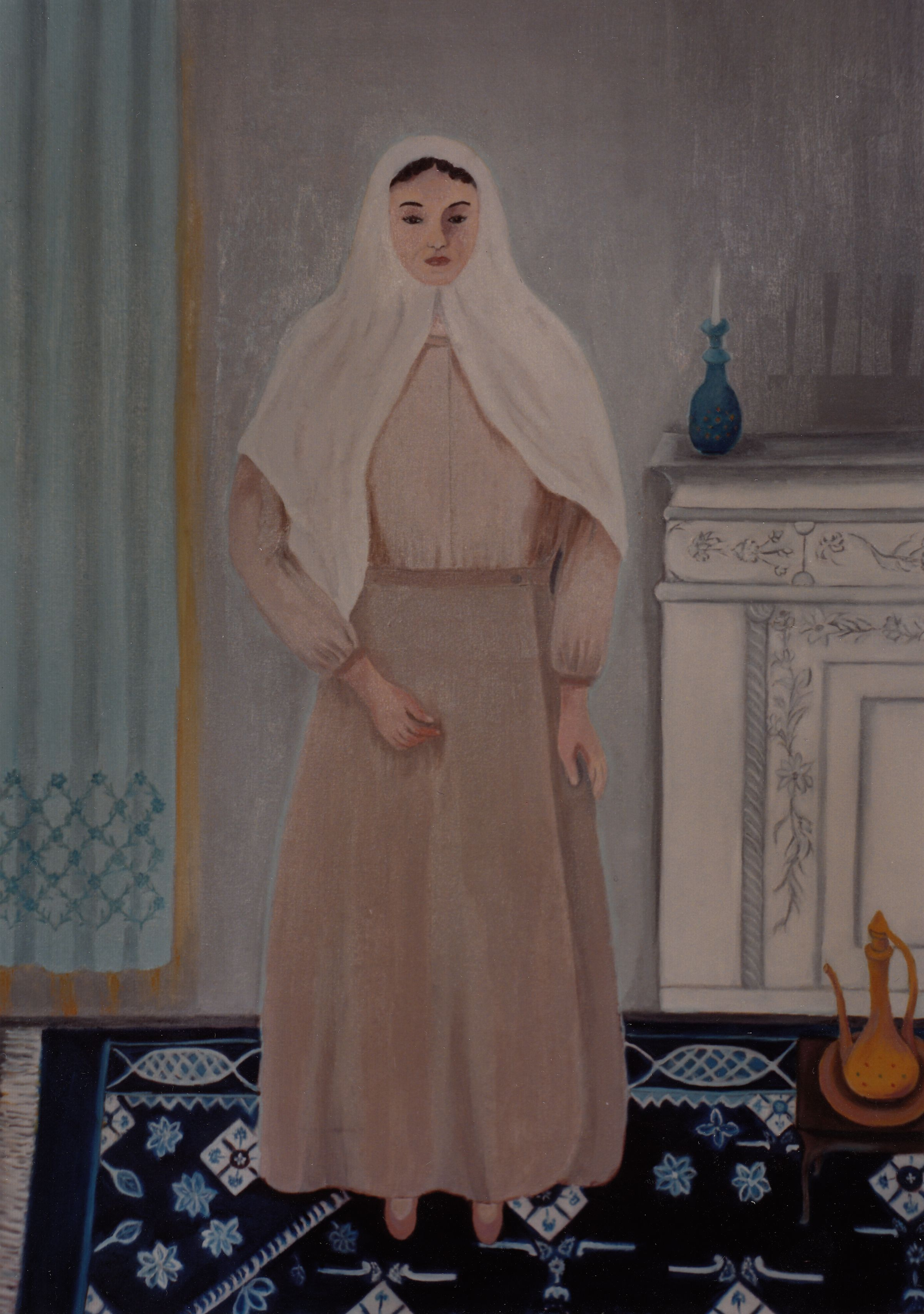
Bībī Khanum, 20. Jahrhundert, Gemälde von Mihrāngīz Mallāh, Enkelin von Bībī Khanum, auf Basis von Erzählungen

Bībī Khanum Astarābādī (persisch بی بی خانم استرآبادی; geboren 1858/59 in Mazandaran; gestorben 1921; Lebensdaten nach dem iranischen Kalender 1274 bis 1339) war eine iranische Schriftstellerin und Satirikerin und eine der Pionierinnen der Frauenbewegung im Iran. Sie gründete die erste nicht-missionarische Schule für Mädchen in Teheran. Ihre 1894/95 verfasste Schrift Die Sünden der Männer ist die früheste bislang bekannte schriftliche Hinterlassenschaft einer iranischen Frau.

## Leben
Die Eltern von Bībī Khanum Astarābādī waren Muhammad Bāqir Hān Astarābādī, Vorsteher der Reiterschaft von Astarabad (heute Gorgan), der wie sein Vater zuvor im Dienst der Kadscharen stand, und Khadijeh Khanum (?–um 1890), Tochter eines Religionslehrers. Khadijeh Khanum war insgesamt dreißig Jahre am kadscharischen Hof unter Nāser ad-Din Schāh als traditionelle Lehrerin (mollābāğī) tätig. Mit Erlaubnis des Schahs heiratete sie nach den ersten Jahren am Hof Muhammad Bāqir und zog mit ihm in die Provinz Mazandaran, wo sie drei Kinder bekam. Die Ehe war nicht glücklich, unter anderem weil Muhammad Bāqir fünf weitere Frauen hatte.
Mit Hilfe ihres Bruders, eines Religionsgelehrten, gelang es Khadijeh Khanum unter einem Vorwand, mit ihren Kindern nach Teheran zu fliehen, wo sie wieder ihre Tätigkeit als Lehrerin aufnahm. Ihr Mann starb zwei Jahre später. Bībī Khanum wuchs im andarūn von Šukūh as-Salțanah, einer der Frauen von Nāser ad-Din Schāhs, auf. Dort profitierte sie von den Vorzügen des höfischen Lebens, das unter anderem Privatunterricht für die adeligen Töchter umfasste. Auch nachdem sie den andarūn verlassen hatte, war sie später regelmäßig zu Gast.
Mit 22 Jahren heiratete Bībī Khanum Mūsā Hān Wazīrī (1862/63–1922) (Geburtsname Vazirow), der aus dem Kaukasus eingewandert war und zu diesem Zeitpunkt Mitglied der persischen Kosakenbrigade war. Später wurde er Brigadegeneral (mir-panj). Es war eine Liebesheirat. Da es in der Familie Widerstand gegen die Verbindung gegeben hatte, hatte das Paar vier Jahre auf die Eheschließung warten müssen. Das Paar lebte nach der Hochzeit in einem vornehmen Stadtviertel Teherans und bekam in den ersten neun Jahren der Ehe sechs Kinder (zwei Töchter und vier Söhne). Bībī Khanum kosteten die Geburten viel Kraft, ihr Leben beschränkte sich auf die Sorge um die Kinder und den Haushalt.
Nach vierzehn Jahren Ehe kam es zu einem heftigen Einschnitt. Während Bībī Khanum ein paar Tage im andarūn des Kadscharenhofs zu Gast war, schloss ihr Mann eine sogenannte Zeitehe mit einer ihrer Bediensteten. Bei ihrer Rückkehr kam es zu einem Streit zwischen dem Ehepaar, in dessen Verlauf ihr Mann Bībī Khanum aufforderte, das Haus zu verlassen. Sie kam bei einer Tante unter. Dort suchte sie Mūsā Hān Wazīrī mehrfach auf und bot ihr die Scheidung an. Erst nach einiger Zeit erfuhr Bībī Khanum von der Zeitehe, die ihr Mann eingegangen war. Sie lehnte die Scheidung ab und schließlich versöhnte sich das Paar so weit, dass Bībī Khanum in ihr altes Haus zurückzog, in dem jedoch nun die temporäre Zweitfrau ihres Mannes die Herrin war. Auf Wunsch der Zweitfrau, die sich von der Führung des Haushalts überfordert fühlte, wurde die Zeitehe vorzeitig aufgelöst. Bībī Khanum und ihr Mann wurden wieder vertrauter und Bībī Khanum bekam ein siebtes Kind. Einige Jahre später ging Mūsā Hān Wazīrī eine weitere Zeitehe ein, aus der eine Tochter hervorging.
In den folgenden Jahren blieb die Verbindung zum Kadscharenhof fester Bestandteil im Leben Bībī Khanums und ihrer Familie. Ihr Haus war ein Treffpunkt für Intellektuelle und Gelehrte. Sie war eine Befürworterin der konstitutionellen Revolution. Sie wollte ihren Töchtern eine gute Bildung ermöglichen. Nachdem die amerikanische Schule Iran Bethel ab 1895 auch muslimische Mädchen aufnahm, schickte Bībī Khanum ihre älteren Töchter dorthin. Als ihre Tochter Afḍal Wazīrī (1889–1981) sechs Jahre alt war, verkleidete sie sie als Jungen und schickte sie gemeinsam mit ihren Brüdern auf die Jungenschule. Der Betrug flog nach wenigen Tagen auf. Afḍal Wazīrī wurde daraufhin daheim von ihrer Schwester und ihren Onkeln unterrichtet.
Im Zuge der konstitutionellen Revolution wurde Mūsā Hān Wazīrī 1906 nach Schiraz versetzt. Zwei seiner Söhne zogen mit ihm dorthin, während Bībī Khanum mit den restlichen Kindern in Teheran in dem großen Haus mit 12 Zimmern zurückblieb. Sie beantragte eine Erlaubnis des Bildungsministeriums und eröffnete noch im gleichen Jahr in ihrem Haus die erste nicht-missionarische Schule für Mädchen in Teheran, der sie den Namen Dabistān-i dūšīzagān (Grundschule (jungfräulicher) Mädchen) gab. Bībī Khanum und ihre beiden Töchter übernahmen den Unterricht. Es gab jedoch bald heftige Proteste gegen die Schule von Gegnern der konstitutionellen Revolution, vor allem von religiöser Seite. In Absprache mit dem Bildungsministerium beschränkte sich Bībī Khanum deswegen darauf, vier- bis sechsjährige Mädchen zu unterrichten.
Als ihr Ehemann nach einem Jahr zurückkehrte, verlangte er die Schließung der Schule. Daraufhin verlegte Bībī Khanum sie in ein angemietetes Haus in einem Nachbarviertel. Den neuen Ort gab sie in der Zeitung Mağlis öffentlich bekannt. Fünf Lehrerinnen unterrichteten dort die Geschichte Irans, Kalligraphie, Religion, Geographie, Kochkunst und Rechnen. Doch am neuen Ort gab es wiederum Kritik. Mädchenbildung stehe im Widerspruch zu den religiösen Gesetzen. Wegen der öffentlichen Erregung musste Bībī Khanum die Schule nach nur einem Monat Betrieb schließen. Zur Verteidigung der Schule und der Notwendigkeit von Frauenbildung und Mädchenschulen veröffentlichte sie mehrere Zeitungsartikel. Im April 1908 konnte die Schule schließlich wieder eröffnet werden. Sie stand unter strenger Aufsicht und Kontrolle des Bildungsministeriums. Die Schule ebnete den Weg zur Zulassung von Frauen zum Studium an der Universität Teheran dreißig Jahre später.
Nach Bībī Khanums Tod im Jahr 1921 wurde die Schule noch 22 Jahre aufrechterhalten. Dann wurde sie geschlossen und das Gebäude verkauft.

## Die Sünden der Männer

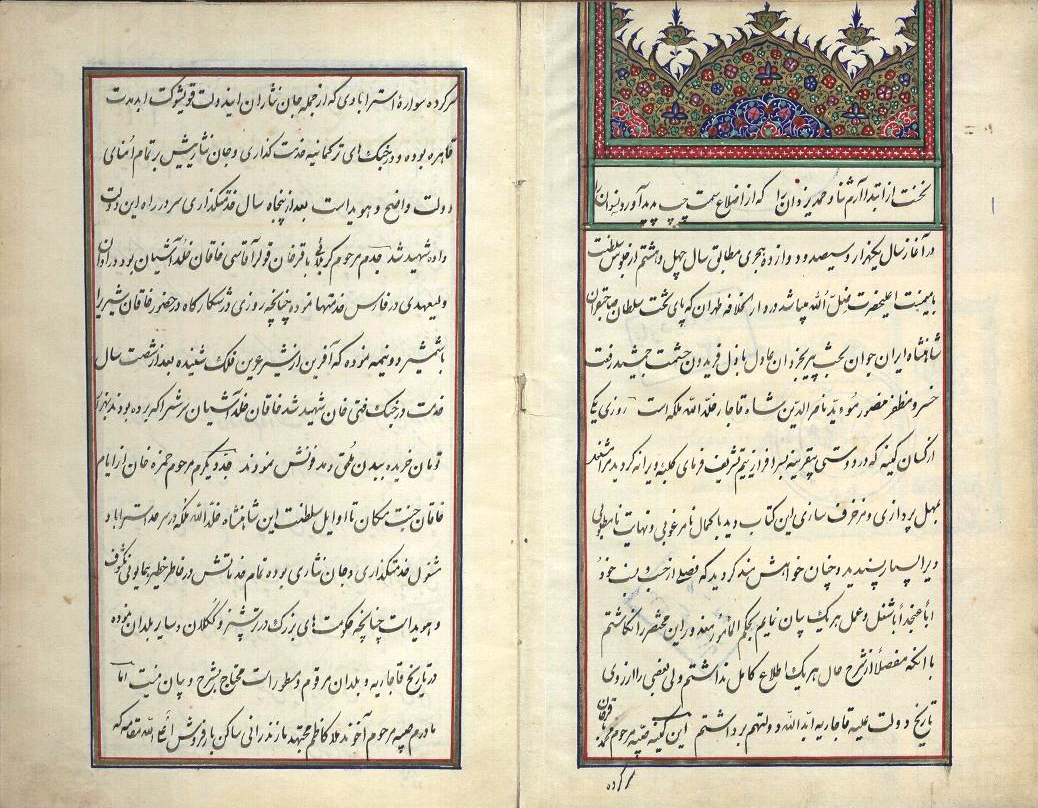
Ma’āyib ar-riğāl (Die Sünden der Männer), Beginn des Manuskripts von Bībī Khanum von 1894

In den frühen 1880er Jahren veröffentlichte ein Unbekannter – vermutlich ein kadscharischer Prinz – das Pamphlet Ta’dīb an-niswān (Die Schule der Frauen). Dieses wurde in höfischen Frauenkreisen lebhaft diskutiert. Bībī Khanum beschäftigte es so sehr, dass sie 1894/95 eine Antwort verfasste: Ma’āyib ar-riğāl (Die Sünden der Männer).
Das in einer unverhohlenen und derben Sprache verfasste satirische Pamphlet Die Schule der Frauen war an Männer gerichtet. Es gab ihnen Ratschläge für den Umgang mit Ehefrauen und bei der Erziehung der Töchter. Detailliert wird beschrieben, wie eine Frau ihre Launen im Zaum halten, dem Mann das Leben so angenehm wie möglich gestalten und ihn sexuell befriedigen solle. Die perfekte Frau zeichne sich aus durch Gehorsam, völlige Unterwerfung, keine Widerworte, Bescheidenheit sowie die Bereitschaft, die Launen ihres Mannes anstandslos zu ertragen und ihm ein angenehmes Leben zu bereiten. Das Frauenbild war dem Verhalten der Frauen, das der Autor um sich herum beobachtete, entgegengesetzt. Diese wirkten aufmüpfig, nachlässig und geschwätzig. Die ungehemmten Gespräche über Männer, die Frauen zum Beispiel im öffentlichen Bad miteinander führten, störten ihn offenbar. Der Text enthielt auch Tipps, wie ein Mann, wenn er unter seiner Frau litt, sie züchtigen solle. Die Schule der Frauen war kein ungewöhnlicher Text. In der damaligen Zeit erschienen weitere Abhandlungen satirischer Art mit ähnlicher Thematik. Das Werk wurde in den folgenden Jahrzehnten immer wieder aufgelegt, die letzte bekannte Version stammt aus dem Jahr 1938.
Bībī Khanums Erwiderung Die Sünden der Männer richtete sich nach Auffassung der Islam- und Religionswissenschaftlerin Jasmin Khosravies ausschließlich an eine weibliche Zuhörerschaft, was sich an deren verwendeten „internen Sprache“ zeigt. Die Erziehungswissenschaftlerin Fathiyeh Naghibzadeh widerspricht dieser Interpretation: So übernahm die Autorin einfach den scharfen Tonfall der Schrift, auf die sie erwiderte. Bībī Khanums Text besteht aus drei Teilen. Im ersten fügte Bībī Khanum Absurdität und innewohnende Komik aller „Ratschläge“  vor. Die „Sünden der Männer“ behandelte sie im zweiten Teil. Der dritte Abschnitt enthält ihre Autobiografie, was sehr ungewöhnlich war. Bībī Khanum schilderte darin offen und emotional die Geschichte ihrer zeitweiligen Verstoßung und der Zeitehe ihres Mannes, wobei sie die Verantwortung vor allem der Zweitfrau zuschob.
Bībī Khanum argumentierte, dass die Ratschläge aus Schule der Frauen voraussetzten, dass Ehemänner „gläubig und tugendhaft“ wären. Doch die „Sünden der Männer“ wären, wie im zweiten Teil ihrer Schrift dargelegt, schwerwiegend und zahlreich. Deshalb entbehrten die Forderungen an die Frauen jeglicher Grundlage. Wie Jasmin Khosravie darlegte, stellte die Autorin also das „traditionelle Geschlechterverhältnis innerhalb eines patriarchalischen Rahmens“ an sich nicht in Frage, sondern knüpfte die Gültigkeit der Konzepte an Bedingungen. Für Bībī Khanum liegen die in Schule der Frauen dargestellten „Probleme“ im erniedrigenden Umgang der Männer mit ihren Frauen. Zudem warf sie dem unbekannten Autor Realitätsferne vor. Seine Vorstellungen von „sauberer Kleidung, reiner Bettwäsche und einer stets wohlduftenden Partnerin“ sei mit den ärmlichen und schlechten Lebensumständen vieler Familien nicht vereinbar und zeige die völlige Ignoranz der sozialen Bedingungen.
„Die Europäerin“ sah Bībī Khanum stets im Sinne eines erstrebenswerten Vorbilds für die iranische Frau. Diese sei eine „aktive, gebildete und respektierte Dame“, die im Umgang mit dem anderen Geschlecht Freiheiten genieße und deren Lebensmittelpunkt nicht unbedingt auf das Heim beschränkt sei, was sie alles im Kontrast zur traditionellen Situation der Iranerin darstellte. Mit rhetorischem Geschick argumentierte Bībī Khanum, dass die Forderungen des unbekannten Autors von Schule der Frauen nur erfüllbar wären, wenn sich Mann und Frau von alten Mustern lösten und iranische Frauen sich den Europäerinnen und ihrer Lebensweise annäherten.
Im zweiten Teil ihrer Schrift prangerte Bībī Khanum vier Sünden der Männer an: Trinkerei, Glücksspiel, Drogenkonsum und das üble Verhalten von sich herumtreibenden Straßenbanden und Zünften junger Männer. Sie kritisierte zudem in allen Kapiteln sexuelle Beziehungen mit jungen Männern (amrad-bāzī) als Schandfleck (ehe-)männlichen Verhaltens, teils garniert mit homophoben Anekdoten. Etliche kadscharische Quellen berichten von homoerotischen Beziehungen von älteren Männern mit Knaben (Päderastie). In Iran wurde dies sonst erst ab Anfang des 20. Jahrhunderts kritisch diskutiert. Bībī Khanums Vorstellung von Männlichkeit beschränkte sich auf heterosexuelle Beziehungen zwischen Ehemann und Ehefrau. Bībī Khanum kritisierte zudem die ständig präsente Gefahr für Frauen, von ihrem Mann verstoßen zu werden. Dies könnte durch die für Männer leicht zu erreichende Scheidung geschehen oder emotional, indem der Mann eine zweite Frau in den Haushalt der Familie einführte. Gegen das unmoralische und selbstsüchtige Verhalten ihrer Ehemänner hätten Frauen keinen rechtlichen Schutz.
Bībī Khanums Schrift verwendete die unter iranischen Frauen übliche „interne Sprache“, die sexualisiert und freizügig war, solange nur Frauen anwesend waren. Im zweiten Teil wurde ihre Sprache sogar teils offen vulgär, dem jeweiligen Thema und ihrer Abscheu davor entsprechend. Die Autorin verwendete eine Varianz rhetorischer und narrativer Methoden. Dazu gehören klassische Poesie, pornographisch gefärbte Kurzgeschichten, Koranverse bzw. Hadithe und satirische Reime. Das zeigt ihre Bildung und Belesenheit, aber auch, dass sie bei ihren Leserinnen von einer vergleichbaren literarischen und rhetorischen Bildung ausgehen konnte.

## Nachkommen

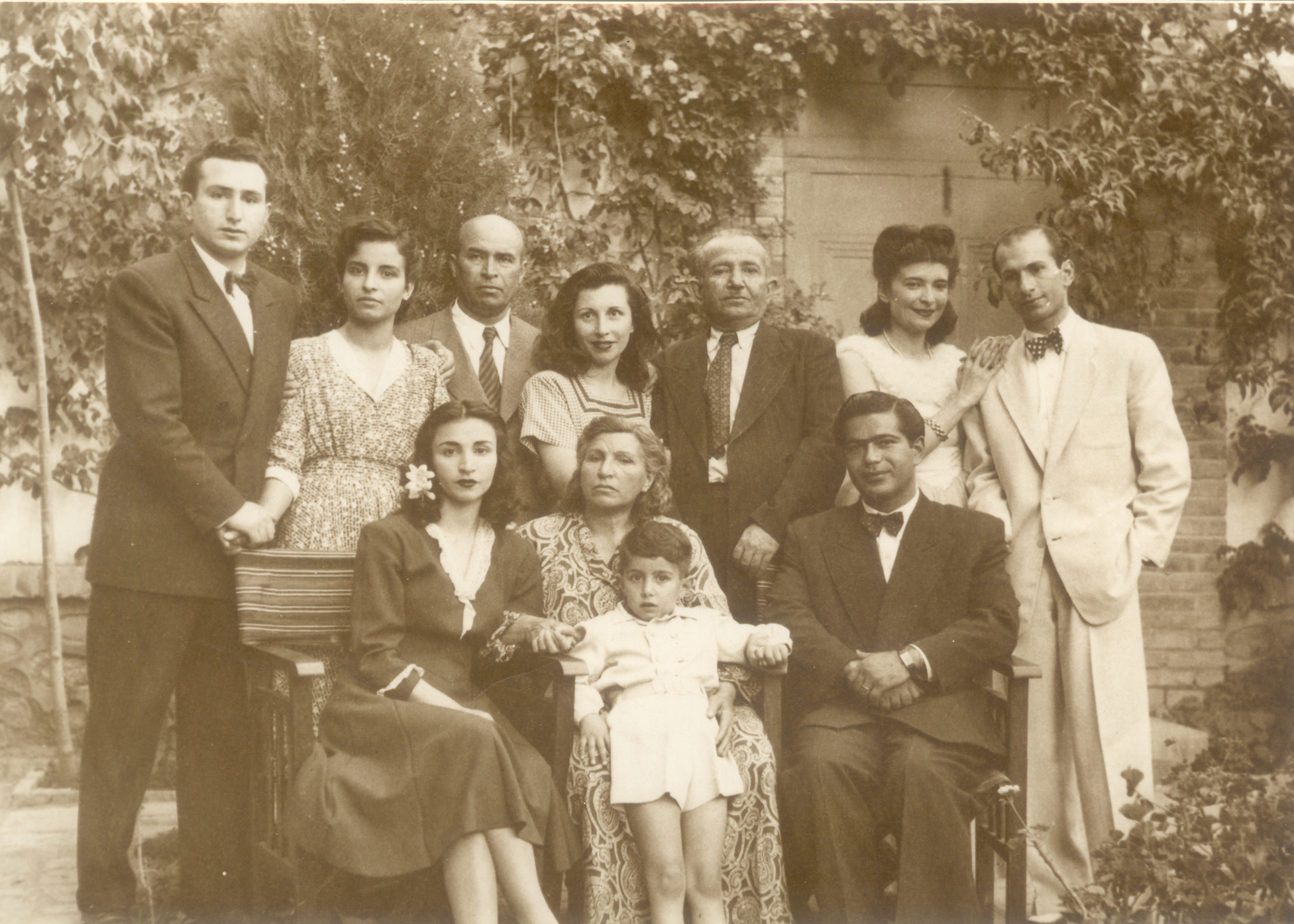
Gruppenbild der Nachkommen Bībī Khanums, erste Hälfte 20. Jahrhunderts. Sitzend in der Mitte Khadijeh Afzal Wazīrī (hält Kind), links neben ihr Narğis Mihrāngīz Mallāh, 3. stehend von links: Hasan Wazīrī, 4. stehend von links: Mah-Laghā Mallāh

Bībī Khanums ältester Sohn war Ali-Naghi Wazīrī, ein Musikwissenschaftler, Komponist, gefeierter Tar-Spieler und Gründer der Musikakademie Irans sowie des iranischen Nationalorchesters. Ihr Sohn Hasan Wazīrī war ein bekannter Maler und ihre Tochter Khadijeh Afzal Wazīrī eine bekannte Journalistin.

## Wirkungsgeschichte
Das Manuskript von Die Sünden der Männer wurde in der Madschles-Bibliothek aufbewahrt. Der Sozialhistoriker Fereydun Adamiyat und die Historikerin und Professorin für Geschichte Homa Nategh gaben 1977 eine wichtige Sammlung von Dokumenten der Sozialgeschichte aus der Kadscharen-Periode heraus, die unveröffentlichte Manuskripte zum sozialen, politischen und ökonomischen Denken umfasste. Darin wurde zum ersten Mal Bībī Khanum Astarābādī als Pionierin der iranischen Frauenbewegung und ihre Schrift Die Sünden der Männer in einer historiographischen Abhandlung erwähnt. Die Schrift ist die früheste bislang bekannte schriftliche Hinterlassenschaft einer iranischen Frau und eines der wenigen schriftlichen Zeugnisse iranischer Frauen aus dem 19. Jahrhundert. 1992 wurde die Schrift zuerst auf Persisch und 2010 auf Englisch veröffentlicht.
1972/73 nahm Bībī Khanums Tochter Khadijeh Afḍal Wazīrī für ihren Sohn ihre Erinnerungen an ihre Mutter und an ihre Großmutter Khadijeh Khanum auf. Khadijeh Afḍal Wazīrīs Tochter Narğis Mihrāngīz Mallāh gab diese 1996 heraus. Neben dem dritten Teil von Die Sünden der Männer sind diese Erinnerungen die wichtigsten Quellen für Bībī Khanums Lebensgeschichte.
Die iranische Frauenbewegung reicht bis ins 19. Jahrhundert. Bībī Khanum ist eine von drei Frauen, die namentlich als Teil der Bewegung bekannt sind und von denen schriftliche Zeugnisse überliefert sind.